# جيريندي
جيريندي هي مدينة في شمال إيران. تقع المدينة في جبال البرز، في وادٍ ضيق، على ارتفاع 1300 فوق مستوى سطح البحر، في محافظة جيلان.
تعد المدينة مركزاً زراعياً غنياً. المدينة متصلة بواسطة الطرق البرية مع لوشان، منجيل ورودبار. أغلب سكان المدينة هم من الأكراد ( عرق متوسطي ) و التات.

## اللغة
- الفارسية
- التاتية

## أعلام
- أمين كاسميبور